# Andy McCulloch (batteur)
Pour les articles homonymes, voir Andy McCulloch et McCulloch.
Andrew McCulloch (né le 19 novembre 1945 à Bornemouth) est un ancien batteur britannique devenu yachtmaster. Il a joué avec des musiciens et des groupes aussi prestigieux que Fields, Greenslade, Manfred Mann, Anthony Phillips, Crazy World of Arthur Brown et King Crimson. 
Il est d'abord avec Manfred Mann avant de rejoindre King Crimson en avril 1970, remplaçant Michael Giles à la batterie. Il n'apparaît que sur l'album Lizard, sorti à la fin de l'année. En 1971, il devient membre de King Crimson, puis rejoint Greenslade fin 1972. Après la dissolution du groupe, en 1976, il apparaît en tant qu'invité sur divers albums avant d'abandonner la musique pour se consacrer à sa passion le yachting. Il enseigne l'art de la navigation près des îles grecques. 
Il est le frère du guitariste Jimmy McCulloch, qui joua avec les groupes John Mayall & The Bluesbreakers, Stone the Crows, Wings de Paul McCartney ainsi que Roy Harper, avant d'être retrouvé sans vie dans sa maison le 27 Septembre 1979.  

## Discographie partielle
- 1970 : King Crimson – Lizard
- 1972 : Greenslade – Greenslade
- 1973 : Greenslade – Bedside Manners Are Extra
- 1974 : Greenslade – Spyglass Guest
- 1975 : Greenslade – Time and Tide